# Pegunungan Fenema (bergskedja i Indonesien, lat -1,97, long 120,52)
Pegunungan Fenema är en bergskedja i Indonesien.   Den ligger i provinsen Sulawesi Tengah, i den centrala delen av landet, 1 600 km öster om huvudstaden Jakarta.